# Dávid Krisztina
Dávid Krisztina (Szeged, 1975. december 5. –) paralimpiai bronzérmes, világbajnoki ezüst- és bronzérmes, Európa-bajnok magyar sportlövő.

## Sportpályafutása
2008 óta a Budapesti Honvéd Sportegyesület sportlövője. Nemzetközi versenyeken 2010-ben indult először, ugyanabban az évben a zágrábi világbajnokságon újoncként 4. helyezést ért el 10m légpisztoly versenyszámban. 2011-ben a sydney-i világkupán bronzéremmel kvótát szerzett a 2012. évi londoni paralimpiai játékokra, ahol aztán szétlövéssel 9. helyen végzett. 2013-ban, az Alicantéban tartott Európa-bajnokságon bronzérmes lett. A következő évben, 2014-ben a Stoke Mandeville-i világkupát megnyerte döntős világ- és Európa-csúccsal. A Suhlban rendezett világbajnokságon ezüstérmes lett, ezzel indulási jogot szerzett a 2016. évi riói paralimpiai játékokra. 2015-ben egy szívműtét miatt hosszabb kihagyásra kényszerült, de a novemberi Fort Benning-i világkupán bronzéremmel tért vissza, Rióban az ötödik helyen végzett. 2017 januárjában döntős világcsúccsal nyert világkupát Al Ainban. A 2018-as cshongdzsui világbajnokságon negyedik lett, majd decemberben Európa-bajnoki címet szerzett Belgrádban. 2019-ben az Aln Ain-i világkupán kvótát szerzett a 2020. évi tokiói paralimpiai játékokra, az októberi sydney-i világbajnokságon ötödik lett légpisztolyban. 2021-ben Limában új Európa-csúcsot lőtt, majd augusztus 31-én megszerezte Magyarország első paralimpiai érmét sportlövészetben, bronzérmes lett női légpisztoly versenyszámban. A 2022-es Al Ain-i világbajnokságon sportpisztollyal kvótát szerzett a 2024. évi párizsi paralimpiai játékokra, légpisztoly versenyszámban pedig bronzérmes lett.
P2 10m légpisztoly versenyszámban országos csúcstartó.

## Díjai, elismerései
- Magyar Arany Érdemkereszt (2021)
- Az év magyar sportlövője (2021)[13]